# Bénac, Ariège
Bénac är en kommun i departementet Ariège i regionen Occitanien i södra Frankrike. Kommunen ligger  i kantonen Foix-Rural som ligger i arrondissementet Foix. År 2022 hade Bénac 174 invånare.

## Befolkningsutveckling
Antalet invånare i kommunen Bénac
Referens: INSEE